# Zažigalno orožje
Zažigalno orožje je vsako orožje, ki je prvenstveno namenjeno požiganju oz. zažiganju sovražnikove žive sile oz. tehnologije.

## Zgodovina
Prvo zažigalno orožje je postala baklja, s katero so požgali sovražnikovo vas. Kot prvo namensko uporabljeno zažigalno orožje lahko označimo grški ogenj, ki so ga uporabljali bizantinski Grki že od 5. stoletja pr. n. št. Z razvojem znanosti in tehnologije so začeli uporabljati kemične snovi, ki so se izkazale za bolj primerne, zanesljive in bolj učikovite kot druge, naravne snovi.

## Delitev
- zažigalna ročna bomba
- koktajl Molotova
- plamenomet
- zažigalni izstrelek
- zažigalna bomba